# Twierdzenie Mordella-Weila
Twierdzenie Mordella-Weila – twierdzenie z pogranicza algebry, geometrii i arytmetyki. Mówi ono, że dla rozmaitości abelowej {\displaystyle A} nad ciałem liczbowym {\displaystyle K,} grupa {\displaystyle A(K)} punktów {\displaystyle K}-wymiernych jest skończenie generowana i abelowa. Od czasu udowodnienia tego twierdzenia przez Louisa Mordella w roku 1922 (dla przypadku, gdy {\displaystyle A} jest krzywą eliptyczną, zaś {\displaystyle K=\mathbb {Q} ,} ciało liczb wymiernych) i w ogólności w latach 1928–1929 przez André Weila, grupę {\displaystyle A(K)} nazywa się grupą Mordella-Weila.